# Tomolo
Tomolo (Plural Tomoli; auch Tumolo; aus dem Arabischen: Arabisch thumn ein Achtel) war sowohl ein altes Getreidemaß, das in Süditalien vor der Annahme des dezimalen metrischen Systems verwendet wurde als auch ein Flächenmaß für landwirtschaftlich genutzte Flächen in Mittel- und Süditalien. Für beide Fälle gab es unterschiedliche Werte und Unterteilungen in kleineren Maßen, die so überliefert sind:

## Getreidemaß

### Sizilien
mit Weizen
- 1 Tomolo = 4 Quarti = 6 modilli = 872 ⅛ Pariser Kubikzoll
- 1 Modillo = 145 7/20 Pariser Kubikzoll = 2 8/9 Liter

mit Hülsenfrüchten
- 1 Tomolo = 4 Quarti = 1085 Pariser Kubikzoll = 21,5 Liter

### Neapel
- 1 Tomolo = 2 mezzi tomoli (halbe Tomoli)/Mezzetta = 4 Quarti (Viertel) = 24 Misure (Maß) = 24 Boccali (Krug) = 96 Quartarole (Viertelchen) = 3 Kubik-Palmi = 55,5451 Liter

Die größere Einheit war der Stopello und entsprach ⅛ Tomolo mit 55,23 Liter.
- 36 Tomoli = 1 Carro (Karren)

### Palermo
In Palermo galt
- 1 Tomolo = 1 Kubik-Palmi = 17,193 Liter (17,357 Liter)[2]

Man verglich im Handel unter Veränderung der Literzahl
- 16 sizilianische Tomoli = 5 neapolitanische Tomoli
- 1 sizilianischer Tomolo = 17,358 Liter[3]

## Flächenmaß in den Abruzzen
- 1 Salma = 12,096 m² = 1,20 ha = 3 Tomoli[4]
- 1 Tomolo = 4032 m² = 2 Mezzetti
- 1 Mezzetto = 2016 m² = 2 Coppe
- 1 Coppa = 1008 m² = 6 Misure
- 1 Misura = 168 m²